# Mogens Hammer
Kjeld Mogens Aage Hammer (21. januar 1911 i København – 11. januar 1946 i Hamborg) var en dansk maskinmester og modstandsmand, der den 27. december 1941 sendtes sammen med Carl Johan Bruhn ind over Danmark med flyvemaskine. De havde til opgave at etablere kontakt mellem den danske modstandsbevægelse og England, hvorfor de i nærheden af Haslev sprang ud.
Bruhns faldskærm foldede sig dog ikke ud, og han dræbtes i faldet. Da Mogens Hammer var stærkt efterlyst af tyskerne, blev han hurtigt afløst af Flemming B. Muus og sendt til England, hvor han blev kaptajn i SOE. Ved tilbagetransporten på et troppetransportskib omkom han ved en brandulykke om bord.
Mogens Hammer ligger begravet på Garnisons Kirkegård i København.

## Eksterne kilder og henvisninger
- Mogens Hammer på gravsted.dk
- Den 1 nedkastning af 2 S.O.E Danske agenter Arkiveret 8. maj 2011 hos  Wayback Machine